# Flättsjön
Flättsjön är en sjö i Eskilstuna kommun i Södermanland och ingår i Norrströms huvudavrinningsområde. Sjön har en area på 0,155 kvadratkilometer och ligger 30 meter över havet. Sjön avvattnas av vattendraget Råcksta å (Bergaån).

## Delavrinningsområde
Flättsjön ingår i det delavrinningsområde (657098-155558) som SMHI kallar för Utloppet av Flättsjön. Medelhöjden är 42 meter över havet och ytan är 18 kvadratkilometer. Det finns inga avrinningsområden uppströms utan avrinningsområdet är högsta punkten. Råcksta å (Bergaån) som avvattnar avrinningsområdet har biflödesordning 2, vilket innebär att vattnet flödar genom totalt 2 vattendrag innan det når havet efter 106 kilometer. Avrinningsområdet består mestadels av skog (63 procent) och jordbruk (19 procent). Avrinningsområdet har 0,15 kvadratkilometer vattenytor vilket ger det en sjöprocent på 0,9 procent.